# Soleymieux
Soleymieux è un comune francese di 640 abitanti situato nel dipartimento della Loira della regione dell'Alvernia-Rodano-Alpi.

## Società

### Evoluzione demografica
Abitanti censiti

## Sindaci
| Periodo | Periodo | Sindaco                 |
| ------- | ------- | ----------------------- |
| 1792    | 1807    | Claude Bayle            |
| 1807    | 1811    | Pierre Rochat           |
| 1811    | 1813    | Jean Louis Vernaison    |
| 1813    | 1816    | Antoine Georges Gabriel |
| 1816    | 1821    | Claude Vital Rochat     |
| 1821    | 1832    | Pierre Antoine Avril    |
| 1832    | 1841    | Joseph Victor Morel     |
| 1841    | 1842    | Benoît Phalippon        |
| 1842    | 1848    | Pierre Mondon           |
| 1848    | 1855    | Pierre Antoine Avril    |
| 1855    | 1861    | Clément Mondon          |
| 1861    | 1865    | Hyppolite Robert        |
| 1865    | 1874    | Antoine Clavelloux      |
| 1874    | 1876    | Benoît Marquet          |
| 1876    | 1888    | Antoine Clavelloux      |
| 1888    | 1892    | Marcellin Bayle         |
| 1892    | 1901    | Mathieu Rivaux          |
| 1901    | 1902    | Mathieu Clavelloux      |
| 1902    | 1908    | Augustin Daurelle       |
| 1908    | 1934    | Claude Marie Rochette   |
| 1934    | 1939    | Joannès Mondon          |
| 1939    | 1956    | Elie Royet              |
| 1956    | 1959    | Joseph Laroche          |
| 1959    | 1965    | Marcel Gondon           |
| 1965    | 1969    | Henri Vial              |
| 1969    | 1988    | Albert Daurelle         |
| 1988    | 2001    | Thérèse Montet          |
| 2001    | 2008    | Jean Clavier            |
| 2008    |         | Jean-Louis Jayol        |
|         |         |                         |